# シモーネ・ダルタヴィッラ
シモーネ・ダルタヴィッラ（Simone d'Altavilla, 1093年 - 1105年9月28日）は、中世イタリアのシチリア伯。
シチリア伯ルッジェーロ1世と妃アデライデ・デル・ヴァストの長男。母の摂政の下で伯位を継いだが、早世した。